# Сильтепек
Сильтепек (исп. Siltepec) — малый город в Мексике, штат Чьяпас, входит в состав одноимённого муниципалитета и является его административным центром. Численность населения, по данным переписи 2020 года, составила 3645 человек.

## Название
Название Siltepec с языка науатль можно перевести как — гора в форме ракушки.

## История
Поселение было основано в XVIII веке как ранчерия Сан-Исидро-Сильтепеке (исп. San Isidro Siltepeque).
9 марта 1887 года оно получило статус посёлка и муниципального центра.
В 1934 году губернатор Викторио Грахалес, борясь с именами святых в названиях населённых пунктов, убрал из названия посёлка имя святого Исидора, переименовав его в Сильтепек и повысив до статуса малого города.